# Bmw 550
BMW 550 - автомобілі середнього розміру 5 серії в кузовах хетчбек, універсал і седан, які випускаються з 2005 року по наш час. Існують такі покоління цієї моделі:
- BMW E60 (2005—2010);
- BMW E61 (2005—2010);
- BMW F07 (2009—2016);
- BMW F10 (2010—2016);
- BMW F11 (2011—2016);
- BMW G30 (2016-н.ч.).

Основними конкурентами BMW 550 є: Nissan Teana, Volkswagen Passat CC і Peugeot 508. 

### Опис
БМВ 550 оснащується 4,8-літровим 8-циліндровим мотором, потужністю 367 к.с. Крутний момент такого мотора — 490/3400 Нм/(Об/хв), а максимальна швидкість, яку здатний розвинути седан з таким силовим агрегатом, дорівнює 250км/год. Час розгону з 0 до 100 км/год займає 5,2 секунд, а показник витрати палива дорівнює 17л/100 км при їзді по місту, 7,6л/100 км при їзді за містом і 11л/100 км при змішаному циклі. Двигун БМВ розміщується спереду, поздовжньо, а автомобіль оснащується заднім приводом. Мотор працює в парі з 6-ступінчастою механічною коробкою передач або 8-ступінчастою автоматичною. 

### Результати краш-тесту
В 2016 році автомобіль BMW 550 пройшов випробування Національною Адміністрацією Безпеки Дорожнього Руху США (NHTSA):
| Водій | Пасажир | Фронтальний удар | Боковий удар | Переворот | Бічний бар'єрний рейтинг пасажирського заднього сидіння | Боковий бар'єр водія | Загальний результат |
| ----- | ------- | ---------------- | ------------ | --------- | ------------------------------------------------------- | -------------------- | ------------------- |
| 4     | 4       | 4                | 5            | 5         | 5                                                       | 5                    | 5                   |

### Огляд моделі

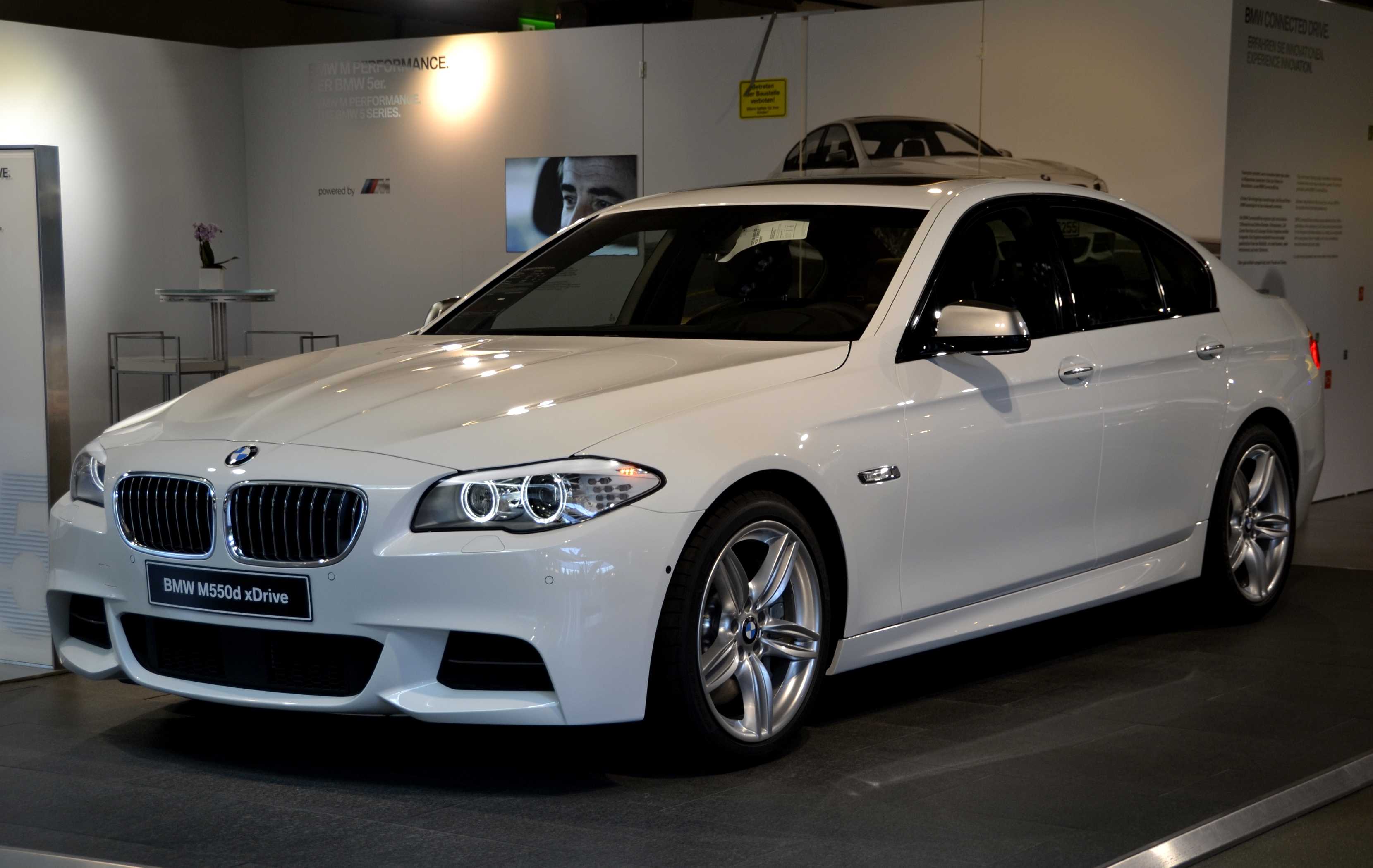
BMW M550d xDrive
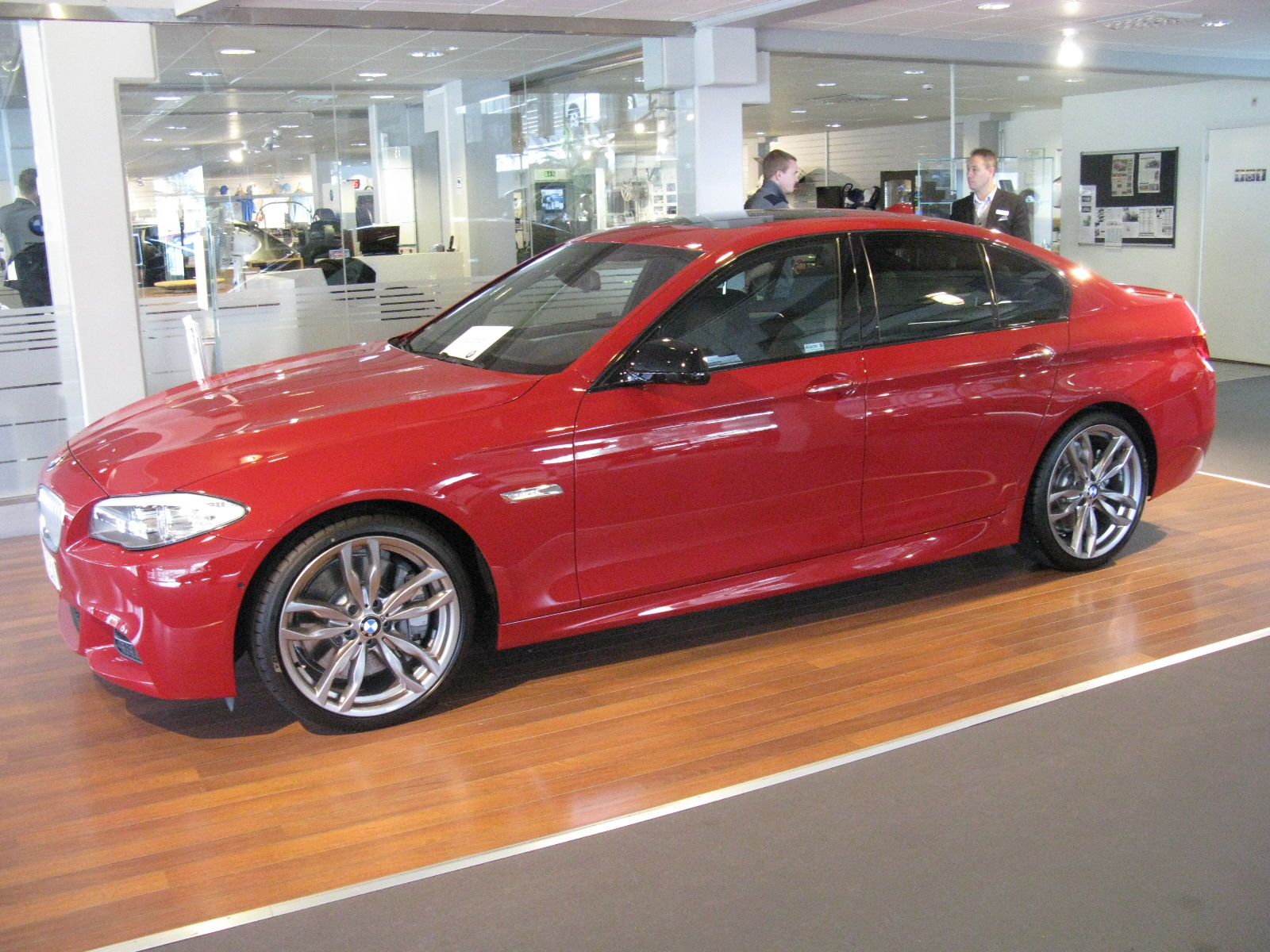
BMW M550d X Drive F10
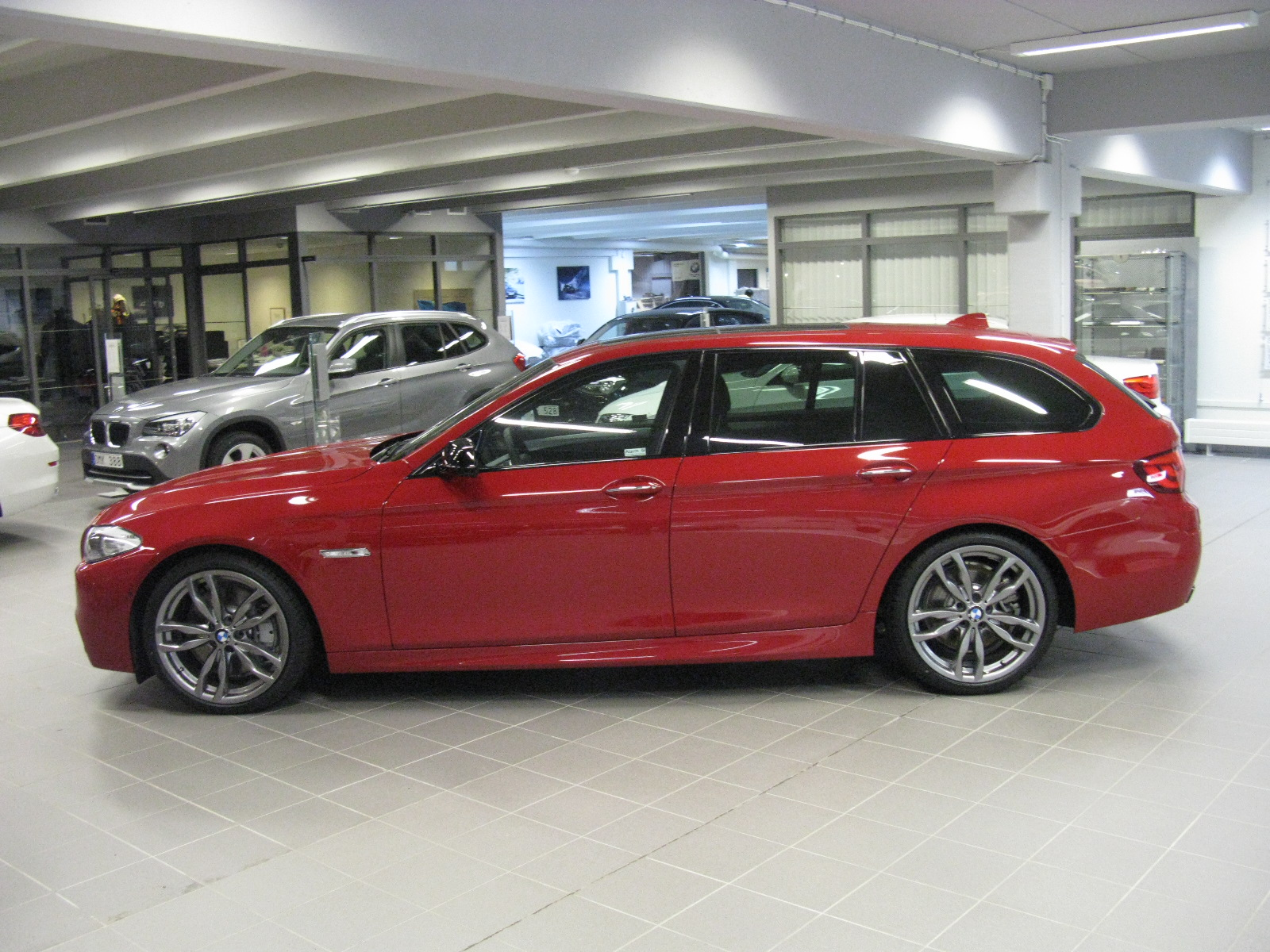
BMW M550d Touring X Drive F11
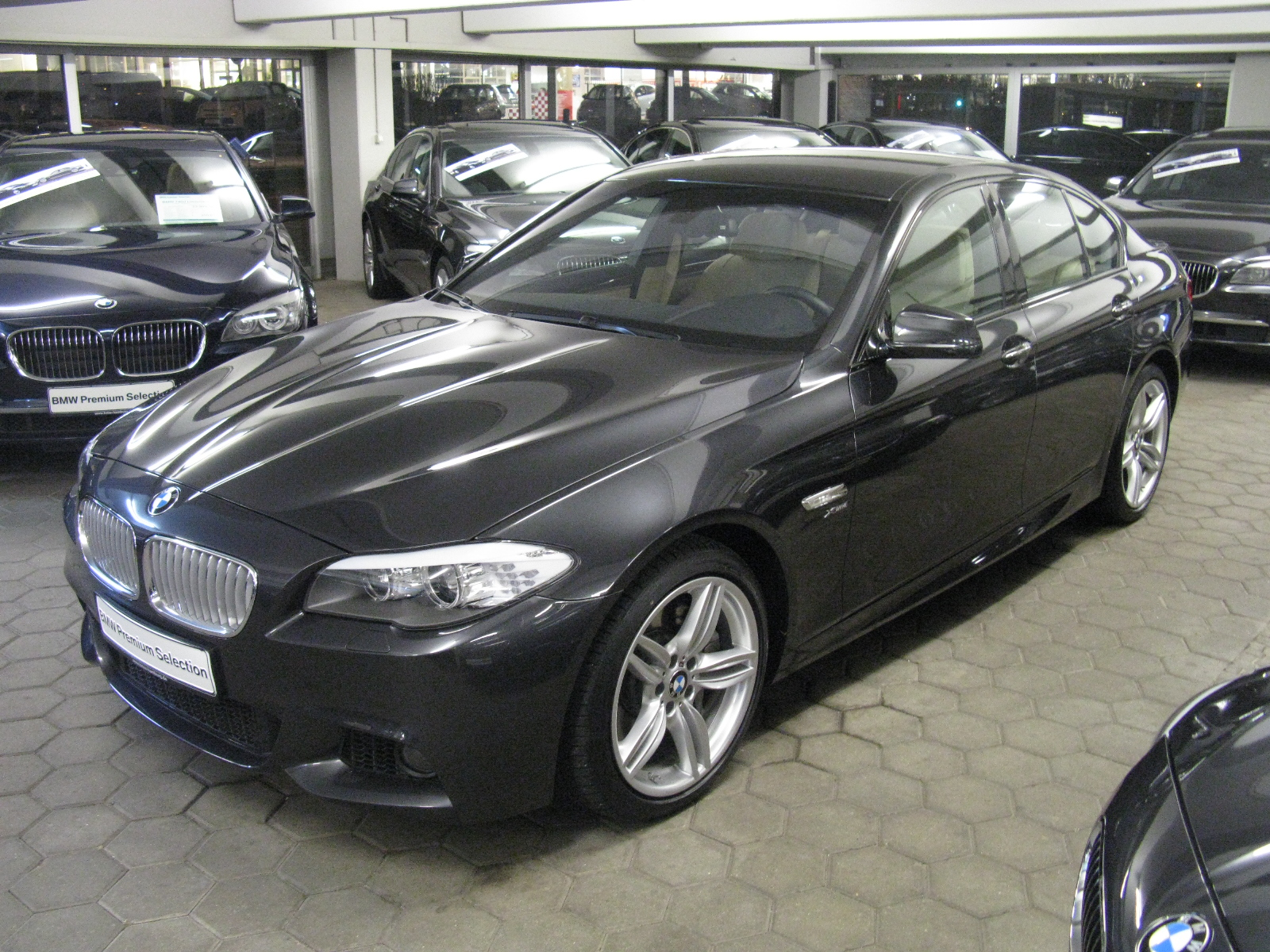
BMW 550i X Drive M Sport F10